# 食品模型

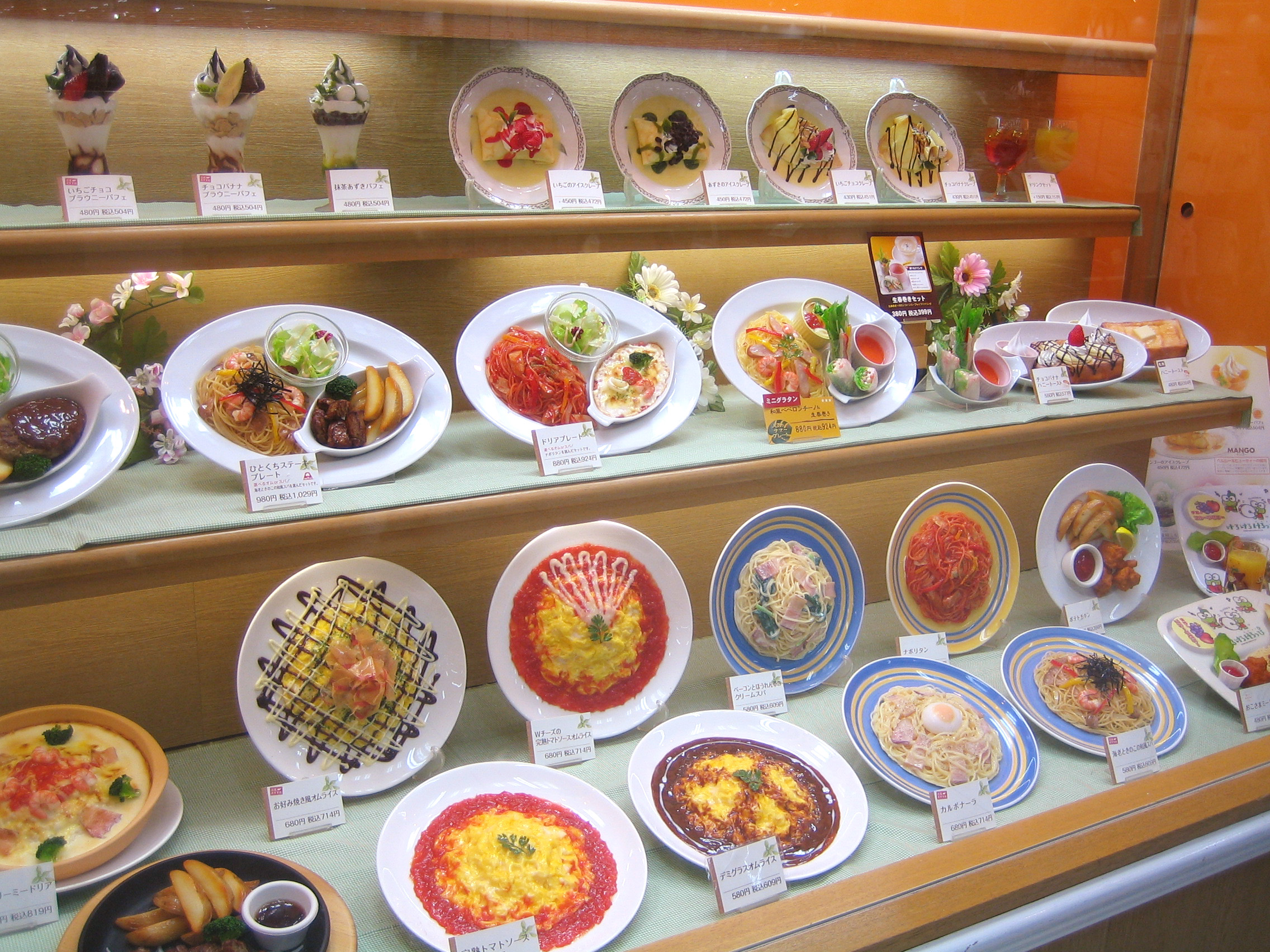
食品模型（日本）

食品模型（日語：食品樣本），或稱食物模型、料理模型，是一種模擬食物真實樣貌製成的比例模型。該種模型經常被餐館放置在其入口，以向顧客具體描繪其所販售菜餚。其製作原料主要為蠟或合成樹脂，以避免其分解。該種模型最早流行於大正時期及昭和初期的日本。